# Мольшлебен
Мольшлебен (нем. Molschleben) — община в Германии, в земле Тюрингия.
Входит в состав района Гота. Подчиняется управлению Нессеауэ.  Население составляет 1112 человек (на 31 декабря 2010 года). Занимает площадь 15,24 км².